# Stadionul Tineretului (Brașov)
Stadionul Tineretului este un stadion multifuncțional din Brașov, România. În prezent, este folosit în principal pentru meciuri de fotbal și este terenul propriu al echipei SR Brașov. Înainte, a fost terenul de acasă al FC Brașov, din 1939 până la desființarea clubului în 2017. 
Tronsonul central al tribunei Nord a stadionului este al doilea cel mai vechi din fotbalul românesc, tronsoanele sale laterale fiind finalizate în 1980. Tribuna Sud a fost construită în 1956, iar peuluzele Est și Vest au fost inaugurate în sezonul 1969-1970. Peluza Est a fost demolată în cele din urmă în vara anului 2008.

## Istoric

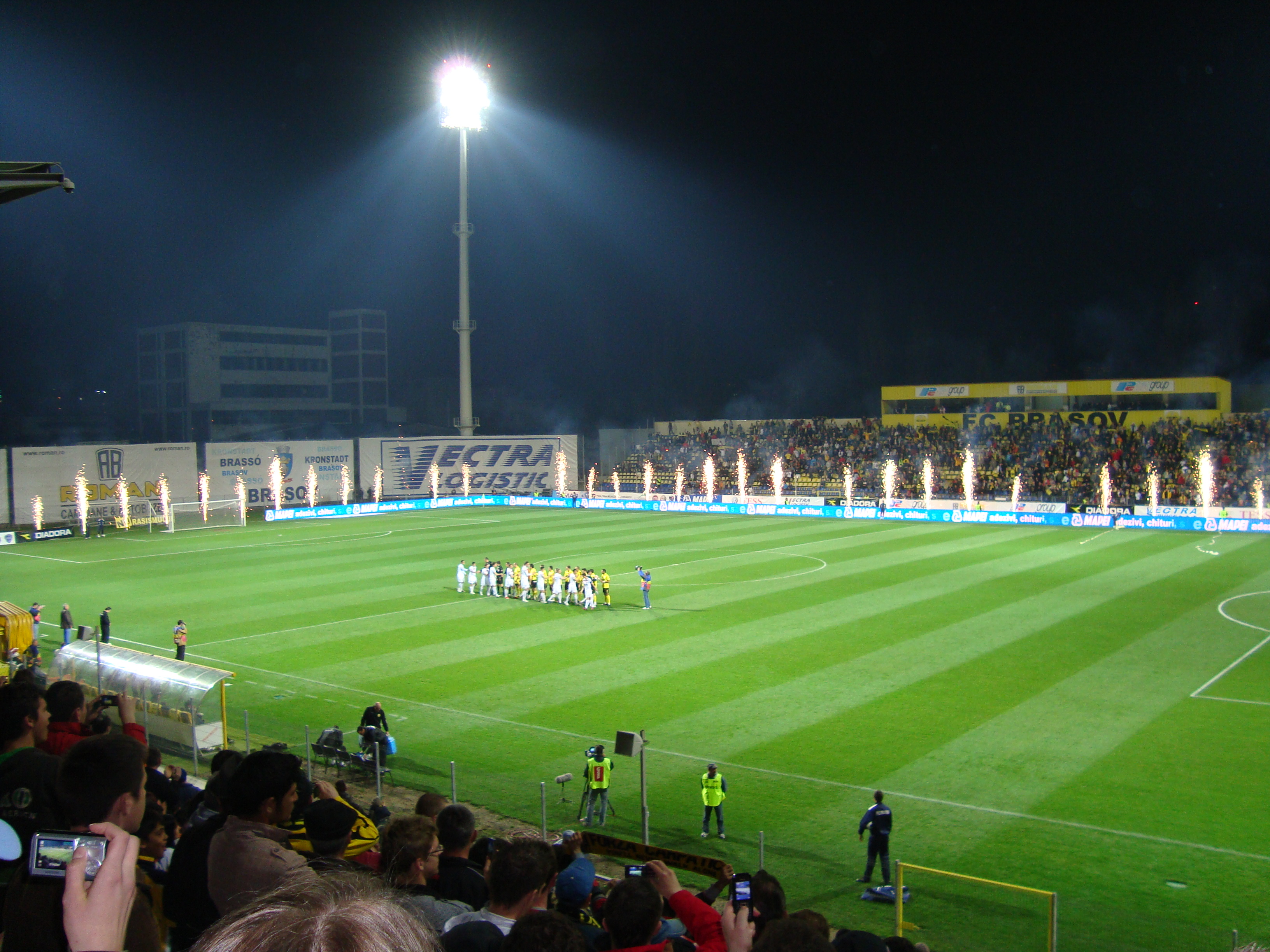
Stadionul "Tineretului" la un meci în nocturnă dintre FC Brașov și Gaz Metan Mediaș

Construcția stadionului a început pe 28 august 1933 și a fost finalizată în 1937, fiind inaugurat cu numele Stadionul "Regele Carol al II-lea". Extinderea tribunelor și construirea peluzelor s-a produs la începutul anilor '70, în urma acestor modificări arena fiind desemnată să organizeze doar meciuri de fotbal, renunțându-se la pista de atletism.
Instalația de nocturnă a fost inaugurată pe 5 aprilie 2009 într-un meci de campionat împotriva celor de la Gaz Metan Mediaș. Primul marcator într-un meci cu nocturnă în Brașov a fost Romeo Surdu.
În octombrie 2019, Primăria Municipiului Brașov a preluat administrarea stadionului. Primăria intenționează să construiască un nou stadion, cu ajutorul Companiei Naționale de Investiții care urmează să investească 22 milioane de euro. Noul stadion de 10.000 de locuri, va avea tribuna principală pe 3 niveluri, în timp ce peluzele și cealaltă tribună vor avea doar un nivel.

## Meciuri notabile
| Data               | Echipa gazdă | Echipa oaspete   | Scor | Competiția                            |
| ------------------ | ------------ | ---------------- | ---- | ------------------------------------- |
| 2 octombrie 1974   | FC Brasov    | Beșiktaș         | 3–0  | Prima rundă a Cupei UEFA 1974-1975    |
| 27 septembrie 2001 | FC Brașov    | Inter Milano     | 0–3  | Prima rundă a Cupei UEFA 2001-2002    |
| 5 aprilie 2009     | FC Brașov    | Gaz Metan        | 2–1  | Liga I 2008-2009                      |
| 25 martie 2010     | FC Brașov    | FC Vaslui        | 1–0  | Semifinalele Cupei României 2009-2010 |
| 11 mai 2011        | FC Brașov    | Steaua București | 1–1  | Semifinalele Cupei României 2010-2011 |
| 25 mai 2011        | Dinamo       | Steaua București | 1–2  | Finala Cupei României 2011            |